# Tessa Benoit
Tessa Benoit (* 17. März 1977 in Hanover) ist eine ehemalige US-amerikanische Skilangläuferin.

## Werdegang
Benoit startete international erstmals bei den Junioren-Skiweltmeisterschaften 1995 in Gällivare und errang dabei den 66. Platz über 5 km klassisch und den 62. Platz über 15 km Freistil. Bei den Junioren-Skiweltmeisterschaften 1996 in Asiago lief sie auf den 74. Platz über 15 km klassisch und auf den 68. Rang über 5 km klassisch und bei den Junioren-Skiweltmeisterschaften 1997 in Canmore auf den 65. Platz über 5 km klassisch und auf den 14. Rang mit der Staffel. Ihre ersten von insgesamt drei Weltcupeinzelrennen absolvierte sie bei den Nordischen Skiweltmeisterschaften 1999 in Ramsau am Dachstein. Dort belegte sie den 73. Platz über 5 km klassisch. Bei ihrem letzten Weltcupeinsatz im Januar 2001 in Soldier Hollow holte sie mit dem 20. Platz im Sprint ihre einzigen Weltcuppunkte. Ihre besten Platzierungen bei den Nordischen Skiweltmeisterschaften 2001 in Lahti waren der 42. Platz im Sprint und der 12. Rang mit der Staffel. Bei den Olympischen Winterspielen 2002 in Salt Lake City kam sie auf den 52. Platz über 10 km klassisch und auf den 38. Rang im Sprint.

## Teilnahmen an Weltmeisterschaften und Olympischen Spielen

### Olympische Spiele
- 2002 Salt Lake City: 38. Platz Sprint Freistil, 52. Platz 10 km klassisch

### Nordische Skiweltmeisterschaften
- 1999 Ramsau am Dachstein: 73. Platz 10 km Freistil Verfolgung
- 2001 Lahti: 12. Platz Staffel, 42. Platz Sprint Freistil, 54. Platz 10 km klassisch, 63. Platz 10 km Skiathlon